# Bacolod (Lanao del Norte)
Bacolod è una municipalità di quinta classe delle Filippine, situata nella Provincia di Lanao del Norte, nella Regione del Mindanao Settentrionale.
Bacolod è formata da 16 baranggay:
- Alegria
- Babalaya
- Babalayan Townsite
- Binuni
- Delabayan West
- Demologan
- Dimarao
- Esperanza
- Kahayag
- Liangan East
- Mati
- Minaulon
- Pagayawan
- Poblacion Bacolod
- Punod (Maliwanag)
- Rupagan